# Змај Горинич
Змај Горинич у словенском фолклору представља змију која отима жене.
Надимак Горинич потиче од речи „горети“ (ср. рус. горн), у српској митологији Змај Огњени. Постоји алтернативна верзија, на бугарском језику значења „планина“ и „шума“ се не разликују, па постоји верзија да Горинич потиче од речи „планина“ у значењу „шума“.
Горинич обично живи у планинама, често поред ватрене реке и чува „Калинов мост“, преко којег улазе у царство мртвих. Постоји верзија да је Змија Горинич била колективна слика кумана.